# Stephen Farran-Lee
Stephen Farran-Lee, född 1962, är en svensk förläggare, kulturjournalist och översättare. Han har varit redaktör för Bonniers Litterära Magasin (1993-1996) och tidskriften .doc samt kulturjournalist på Sveriges Radio. Han har översatt och är kännare av samtida irländsk litteratur. Han är gift med Åsa Beckman.

### Översättningar
- Merlin Holland: Oscar Wildes familjealbum (The Wilde album) (Norstedt, 1998)
- Patrick McCabe: Slaktarpojken (The butcher boy) (Ordfront, 1999)
- Eoin McNamee: För Gud och Ulster (Resurrection man) (Tivoli, 2000)
- Pat McCabe: Breakfast on Pluto (Breakfast on Pluto) (Ordfront, 2000)
- Tim Burton: Voodooflickan och andra rysarsagor för vuxna (The melancholy death of Oyster Boy & other stories) (översatt tillsammans med Jessika Gedin, Tivoli, 2001)
- Eoin McNamee: En självständig utåtriktad flicka (The blue tango) (Norstedt, 2002)